# Can't Stop!! -LOVING-
『Can't Stop!! -LOVING-』（キャント ストップ!! ラビング）は、SMAPのデビューシングル。1991年9月9日にビクター音楽産業から発売された。

## 概要
1988年、光GENJIのバックを主要活動としてスケートボーイズが12人編成で結成され、同年4月、そのうちの6人でSMAPが結成される。それから3年5か月後の9月9日、今シングルでCDデビューを果たす。世間ではこの日を「SMAP誕生の日」としていて、各メディアはライブの映像とともにして毎年ニュースにしている。
この曲で『第42回NHK紅白歌合戦』に初出場した。
香取はCDデビュー時中学3年生で、学校の給食の時間に香取がデビューした旨のアナウンスと共に校内放送で曲が流れたと『SMAP×SMAP』などで語っている。
作詞は2024年現在、SMAPの楽曲の作詞に最も関わっている人物である森浩美が担当。作曲のJimmy Johnsonも今作はこの名義で、後に馬飼野康二名義と使い分けて多くのSMAPの作品に参加する。
メンバーが変声期の楽曲であるため、後年のSMAPの歌声とは全く異なっている。個々にソロパートは与えられておらず、1曲を通して6人全員で歌っている。2曲目の「SMAP MEDLEY」に至ってはデビュー以前の楽曲である為、変声期を迎える前だったメンバーもいる。
カップリング曲の「SMAP MEDLEY」は前述のとおりデビュー前に歌っていた楽曲（Jr.期間に発表した未CD化オリジナル曲）のメドレーで、内容は「SMAP」「つれないよ」「踊り明かせば」「SMAP No.5」「BANG-BANG-BANG」の5曲。
「SMAP」は1989年4月20日に発売された清涼飲料水SMAP（森永乳業）のCM曲で、同時にCMキャラクターも務めた。また、2012年のコンサートでも歌われた。同じく「SMAP No.5」も1990年に清涼飲料水SMAP（森永乳業）のCM曲として起用され、1994年・2003年のコンサートや『SMAP×SMAP』でも歌われたことがある。2007年にSMAPがCMキャラクターを務めたポカリスエット（大塚製薬）「砂の惑星」篇のCM曲（CM用に再録）として使われた。
「Can't Stop!! -LOVING-」は1992年1月1日発売のアルバム『SMAP 001』、2001年3月23日発売のベスト・アルバム『Smap Vest』、2016年12月21日発売のベスト・アルバム『SMAP 25 YEARS』に収録されている。カップリングのうち、「SMAP」は、リミックスとして『BOO』に再録されている。
テレビ朝日系『ビートたけしのTVタックル』のエンディングテーマ曲に使用された。
カップリング曲「SMAP MEDLEY」の内の1曲「SMAP」では、木村、森にソロパート（掛け声）（カモン!とOK!）がある。また「SMAP No.5」では、中居、木村にソロパートがある。

## チャート成績
- 1991年9月23日付のオリコン週間シングルランキングで、初週8.1万枚を売り上げ、初登場2位を獲得した。発売された週がCHAGE&ASKAの『SAY YES』（9月23日付では14.6万枚を売り上げ1位）のヒットと重なり、初登場2位止まりとなった[2]。
- 累計売上は15.1万枚（オリコン調べ）。

## 収録曲
1. Can't Stop!! -LOVING-
作詞:森浩美 / 作曲:Jimmy Johnson / 編曲:船山基紀
  - テレビ朝日系『ビートたけしのTVタックル』エンディング・テーマ
  - 文化放送『STOP THE SMAP』テーマ
2. SMAP MEDLEY
  1. SMAP
    - SMAP出演 森永乳業「SMAP」CMソング
    - MVが制作されてはいるが、いずれの作品にも未収録。

  2. つれないよ
  3. 踊り明かせば
  4. SMAP No.5
    - SMAP出演 森永乳業「SMAP」CMソング
    - SMAP出演 大塚製薬「ポカリスウェット」CMソング

  5. BANG-BANG-BANG
    - 愛ラブSMAP!にてMV制作も未収録のままである。

  - デビュー前に歌われていた以上5曲のメドレー
3. Can't Stop!! -LOVING-（オリジナル・カラオケ）

## 楽曲の収録アルバム
- SMAP 001（#1）
  - アルバム・ヴァージョンを2曲収録（ボーナストラック含む）。
- BOO（#2）
  - メドレー内の1曲「SMAP」のフルサイズ、リミックス・バージョンを収録。
- Smap Vest（#1）
- SMAP 25 YEARS（#1）

## 映像作品
Can't Stop!! -LOVING-
- 1992.1 SMAP 1st LIVE「やってきましたお正月!!」コンサート
- SEXY SIX SHOW
- LIVE pamS
  - 稲垣が謹慎中の為4人で披露
- SMAPとイッちゃった! SMAP SAMPLE TOUR 2005 （特典DVD）
- GIFT of SMAP CONCERT'2012（通常盤）
- Clip! Smap! コンプリートシングルス
  - マスコミ・ファン合同デビューイベント

SMAP
- Hop Smap Jump!
- GIFT of SMAP CONCERT'2012
  - 5人体制 初披露

SMAP No.5
- Hop Smap Jump!
- SEXY SIX SHOW
- Live MIJ
  - 5人体制 初披露

つれないよ
- Hop Smap Jump!

踊り明かせば
- Hop Smap Jump!

BANG-BANG-BANG
- Hop Smap Jump!

## 規格品番
- CD：VIDL-10159
- カセット：VISL-167

## 予約特典
SMAPオリジナル•リバーシブルポスター(サイン・メッセージ入り)

## ライブ・パフォーマンス
Can't Stop!! -LOVING-
- 『ミュージックステーション』（1991年9月6日、テレビ朝日）
テレビ初披露
- 『ミュージックステーション』（1991年9月20日、テレビ朝日）
- 『第22回日本歌謡大賞』（1991年11月29日、テレビ朝日）
最優秀放送音楽新人賞
- 『第42回 NHK紅白歌合戦』（1991年12月31日、NHK）
- 『SMAP×SMAP』（2002年2月18日、関西テレビ・フジテレビ）
この回の音楽コーナー「スマリク」のテーマ「テレビであまり見たことはないけれど是非見てみたいSMAP SONG」にて5人体制 初披露。
- 『SMAP×SMAP』（2011年9月12日、関西テレビ・フジテレビ）
デビュー日の本拠地、西武園ゆうえんちで20年ぶりに披露
- 『武器はテレビ。SMAP×FNS 27時間テレビ』（2014年7月26日-27日）
「怒涛の超豪華27曲45分3秒! SMAPノンストップLIVE!!! SUPER MEMORIAL ADRENALIN PARTY」のラストの曲として披露